# Atala (novela)
Atala aneb Láska dvou divochů na poušti (1801, Atala, ou les Amours de deux sauvages dans le désert) je novela francouzského preromantického (někdy řazeného mezi romantiky) spisovatele Françoise-Reného de Chateaubrianda. Autor v ní, na pozadí střetu kultur a náboženství původních indiánských kmenů a evropských kolonizátorů, vypráví tragický příběh lásky indiána Šakty a křesťanské dívky Ataly, odehrávající se v exotické krajině americké Louisiany.

## Vznik a charakteristika novely
Novela se opírá o autorovy zážitky z jeho devítiměsíční cesty po Severní Americe v roce 1791 a byla původně koncipována jako součást epopeje v próze Načezové (Les Natchez) (napsáno v letech 1793 až 1799, vydáno až 1826) o touze Francouze Reného stát se člověkem přírody a o jeho životě mezi severoamerickými indiány Načezy.

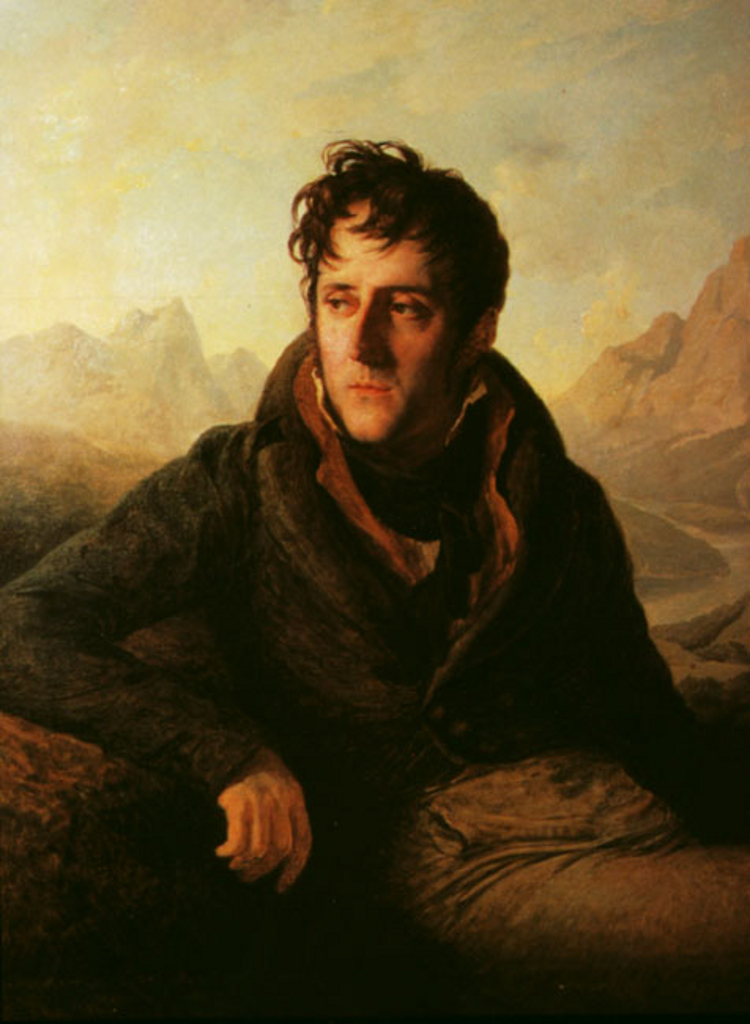
Autor novely François René de Chateaubriand na obraze Paulina Guérina

Po různých stylistických i obsahových úpravách (z nichž autor považoval za definitivní až dvanácté vydání z roku 1805, kdy Atala vyšla společně s další novelou René, která tvoří její volné pokračování) hodlal autor novelu zařadit do svého spisu Duch křesťanství neboli Krásy křesťanského náboženství (1802, Génie du christianisme, ou Beautés de la religion chrétienne), kde měla v rámci esteticko-morální obhajoby křesťanství dokumentovat jeho vítězství nad pozemskou láskou i nad strachem před smrtí. Nakonec vyšla samostatně již roku 1801 a autor jejím vydáním otevřel ve francouzské literatuře cestu k novému, romantickému pojetí skutečnosti. Křesťanství je v novele obhajováno, ale ne dogmatickými tvrzeními. Důraz je kladen především na estetické a poetické pojetí víry.
Novela měla okamžitě velký úspěch a již v prvním roce se dočkala pěti vydání, byla upravována pro jeviště a přeložena do mnoha jazyků. V tehdejším klasicistním literárním kontextu, svázaném různými kánony, zapůsobila na čtenáře vypjatou subjektivitou, citovostí a popisy exotické přírody, v jejímž prostředí, harmonizujícím nebo kontrastujícím s nitrem rozpolcených hrdinů, se odehrává tragédie jednotlivých postav, plynoucí z konfliktu mezi nespoutanou láskou a její křesťanskou interpretací. Vyprávění tak narušuje rousseauovský princip šťastného, resp. vznešeného divocha, protože útěk hrdinů do pustiny neznamená řešení jejich problémů, ale buď jen jejich přenesení do jiného prostředí, nebo dokonce jejich prohloubení. Život Indiánů je sice přirozenější a bezprostřednější, ale je poznamenán minulostí kmene a nejistou budoucností, takže Indiáni žijí jen v jiné „civilizaci“, poznamenané určitými negativními jevy stejně jako civilizace evropská. Velký vliv na raný francouzský romantismus měla novela i tím, že autor do ní vložil subjektivní osobnost vlastního „já", umožňující mu částečně splynout s jedním z jejích hrdinů a okomentovat děj novely.

## Obsah novely
Příběh novely je zařazen do tzv. rámcového vyprávění a novela je rozdělena do třech částí (Úvod, Vypravování a Doslov).

### Úvod
Úvod se odehrává v 1. čtvrtině 18. století a začíná popisem přírodních krás francouzské Louisiany a osudy zde žijících Indiánů. Jedním z nich je i slepý stařec Šakta (v originále Chactas) z kmene Načezů, který sice utrpěl od Francouzů značná příkoří, ale nezanevřel na ně. Roku 1725 přijme za vlastního Francouze Reného, který přijel do Ameriky, aby se stal přírodním člověkem, protože je rozčarovaný evropskou civilizací a pronásledován nepřízní osudu. Na lovu bobrů mu pak Šakta večer vylíčí příběh svého života.

### Vypravování

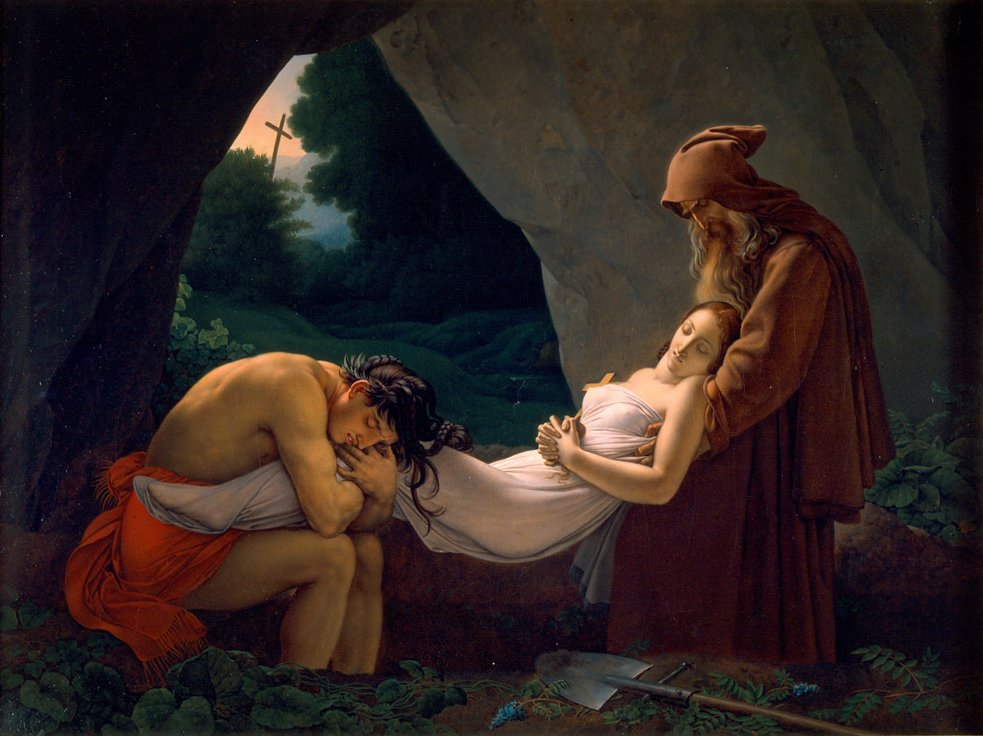
Pohřeb Ataly, obraz Girodeta-Triosona z roku 1808

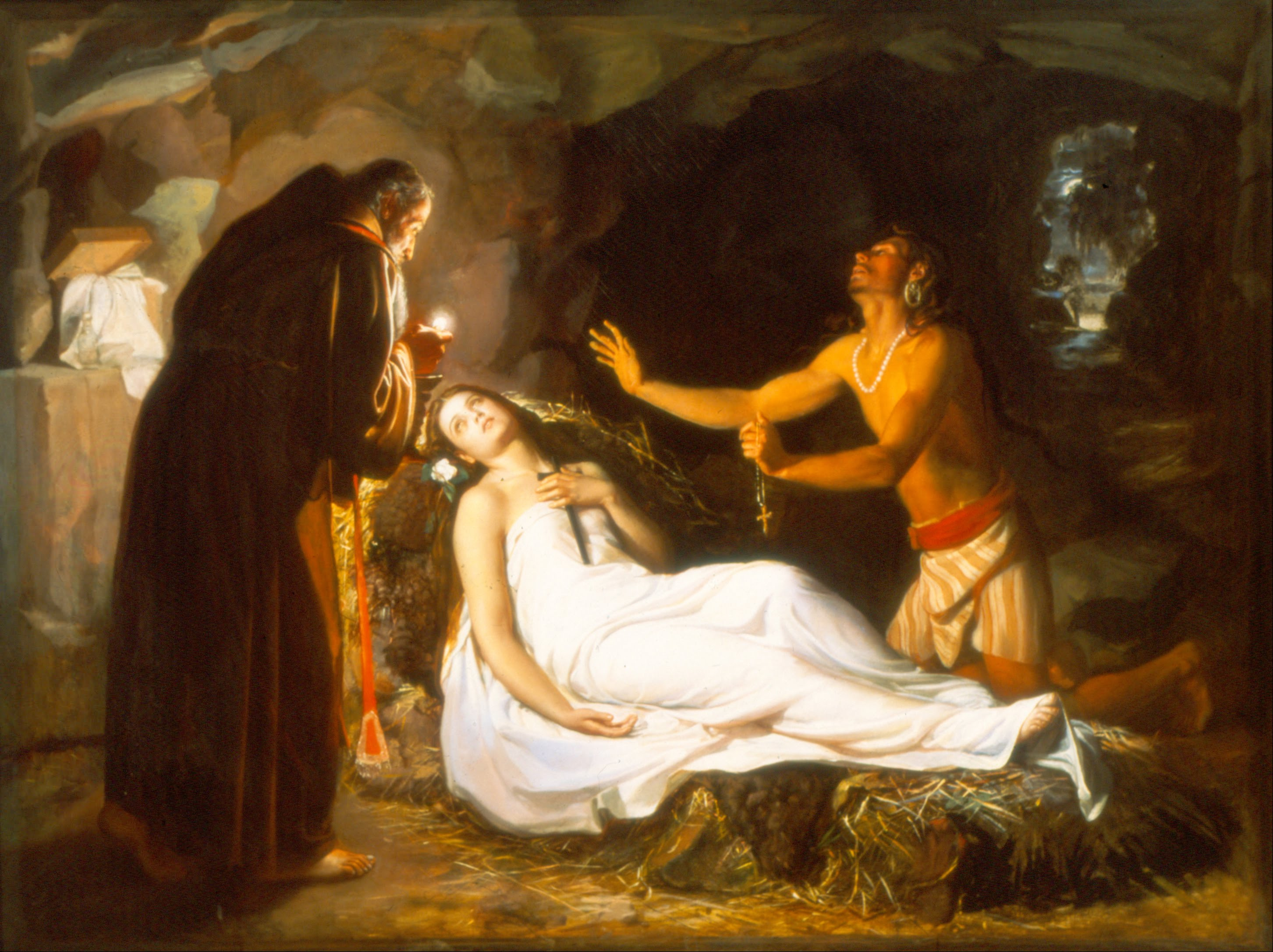
Poslední chvíle Ataly, obraz Luise Monroye z roku 1871

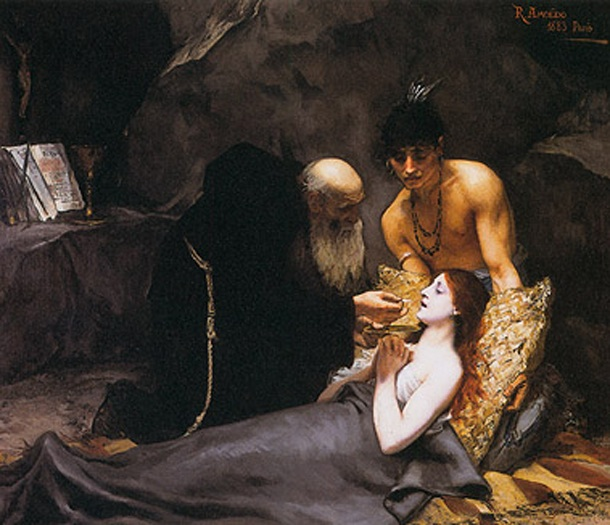
Smrt Ataly, obraz Rodolfa Amoeda z roku 1883

Oddíl Vypravování je opět rozdělen do několika částí a vypráví jej Šakta v první osobě. V části Lovci se dozvídáme, že Šakta je synem náčelníka. V sedmnácti letech jeho otec padne při střetnutí s nepřátelským indiánským kmenem, Šakta je zraněn, prchne na Floridu a zde je vychováván Španělem Lopezem. Ten jej začne učit křesťanské víře, ale Šakta, vychovaný jako pohan, Lopeze po dvou a půl letech opustí a odchází zpět ke svému kmeni. Cestou je přepaden nepřátelskými Indiány a odsouzen ke smrti upálením. Seznámí se s náčelníkovou dcerou Atalou a mladí lidé se do sebe zamilují. Atala pomůže Šaktovi uprchnout a uteče s ním. Po dlouhém bloudění pustinou je přepadne hrozná bouře. Zatímco se před ní ukrývají, Atala Šaktovi prozradí, že je tajná křesťanka, protože jejím skutečným otcem je Španěl Lopez a vychoval ji tak. Během bouře je objeví starý páter Aubry, který vede v pralese misijní stanici.
Následuje část Rolníci, ve které se Šakta jde s Aubrym podívat do vesnice, kde žijí Aubryho křesťanské ovečky. Atala mezitím odpočívá po dlouhé cestě v nedaleké jeskyni. Šakta je idylickým životem ve vesnici nadšen, seznámí se s mystikou křesťanských obřadů a představuje si, jak bude ve vesnici šťastně s Atalou žít. Jeho sny jsou zničeny v části Zlá sudba. Po návratu Šakty s Aubrym do jeskyně najdou Atalu v křečích po požití jedu. Atala tak vyřešila konflikt milostné vášně a víry. Matka ji totiž zaslíbila Bohu a Atala přísahala, že zůstane celý život pannou. Když potkala Šaktu, zjistila, že nedokáže svou přísahu dodržet, a tak se otrávila. Šakta v zoufalství obviňuje křesťanské náboženství, že je příčinou této tragédie. Aubry ale vysvětluje, že Atala nesprávně pochopila křesťanskou víru, protože ta jí umožňuje vzít tuto přísahu zpět. Stejně tak její matka neměla právo od ní takovou oběť žádat. Atala navíc nevěděla, že nemá právo rozhodovat o svém životě a smrti, ale Aubry ji uklidní, že její úmysly byly čisté a Hospodin ji určitě uvítá v ráji.
V části Pohřeb otec Aubry se Šaktou Atalu pohřbí a okolní příroda soucítí s jejich žalem. Šaktovi Aubry vysvětlí, že vše pozemské je pomíjivé, a Šakta přislíbí, že se stane křesťanem. Pak se navrátí ke svému kmeni.

### Doslov
Doslov obsahuje pesimistické úvahy o zmaru, jež postihuje lidské snažení, o věčném poutnictví lidí a o pomíjivosti věcí. Promluvá zde sám autor: „Tak pomíjí na světě vše, co bylo dobré, ctnostné, citlivé! Člověče, jsi jen prchavý sen, bolestné zdání! Žiješ jedině neštěstím, a to něco, co jsi, je toliko smutkem tvé duše a věčnou zádmučivostí tvého myšlení!“ Autor dále vzpomíná, jak na svých amerických cestách potkal skupinu putujících Indiánů, zbytek příslušníků kmene Načezů, kteří přežili krvavé boje s Francouzi a snaží se najít nějaké nové místo, kde by se mohli usídlit. Byla mezi nimi žena s mrtvým dítětem na klíně, které zemřelo, protože jeho matka kvůli strastiplnému putování neměla dost mléka. Autor brzy zjistil, že je to vnučka Reného, o kterém se dozví, že společně se Šaktou padl v bitvě s Francouzi, a že se Šakta dal pokřtít. I další osudy otce Aubryho byly tragické. Jeho misii zničili Čerokézové a Aubryho umučili. Jeho pozůstatky i pozůstatky Ataly odnesl Šakta ke svému kmeni, a ten je nyní společně s jeho ostatky a dalšími ostatky svých předků neustále, jak je jeho zvykem, nosí s sebou.

## Filmové adaptace
- Atala (1912), americký němý film, režie Hobart Bosworth, který také ve filmu hrál postavu indiána Šakty.[6]

## Divadelní adaptace
- Atala, opera belgické skladatelky Juliette Follvilleové, poprvé uvedená roku 1892 v Lille

## Česká vydání

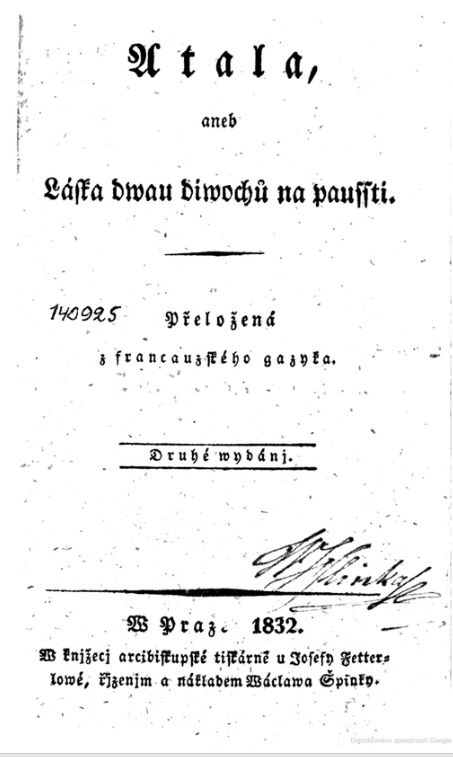
Druhé vydání Jungmanova překladu novely z roku 1832

- Atala, aneb, Láska dwau diwochů na paussti, Praha: František Jeřábek 1805, přeložil Josef Jungmann. Cílem Jungmannova úsilí bylo ukázat, že český jazyk je rovnocenný s ostatními světovými jazyky. Především v popisech exotické přírody mohl využít dosavadní obraznost češtiny a ještě ji umocnit novotvary a výpůjčkami z dalších jazyků. Nejedná se však o čistý překlad. Jungmann vypustil mystické a vypjaté religiózní náboženské pasáže, zvláště prodchnuté mariánským kultem, které by v myslích českých vlastenců evokovaly násilnou rekatolizaci v pobělohorské době.[7] Tímto překladem se česká recepce Ataly zařadila k těm bezprostřednějším a Jungmannův převod lze pokládat za první zřetelnou manifestaci romantické literárnosti v českých podmínkách.[4]
- Atala, aneb, Láska dwau diwochů na paussti, Praha: Václav Špinka 1832, přeložil Josef Jungmann.
- Josefa Jungmanna Sebrané spisy weršem i prosau, Praha: nákladem Českého musea w kommisi u Kronbergra a Řivnáče 1841, kniha obsahuje mimo jiné i Jungmannův překlad Ataly.
- Atala, aneb, Láska dvou divochů na poušti, Praha: Ignác Leopold Kober 1892, přeložil Josef Jungmann.
- Atala - René, Praha: Jan Otto 1898, přeložil Jindřich Vodák, znovu 1926.
- Atala, aneb, Láska dvou divochů na poušti, Praha: Ludvík Bradáč 1918, přeložil Josef Jungmann.
- Atala - René, Praha: Jan Fromek 1926, přeložil Jaroslav Zaorálek, znovu 1930.
- Atala - René, Praha: Erna Janská 1927, přeložil Jaroslav Fořt.
- Překlady II., Praha: SNKLHU 1958, druhý svatek Jungmannových překladů obsahuje mimo jiné i Jungmannův překlad Ataly.
- Atala - René, Praha: Odeon 1973, přeložil Oskar Reindl.